# 共同実施
共同実施(きょうどうじっし、英語:Joint Implementation, 略称:JI)とは、先進国がほかの先進国に技術・資金等の支援を行い、温室効果ガス排出量を削減する事業または吸収量を増加する事業を実施した結果、削減できた排出量をそれぞれの国の温室効果ガス排出量の削減分に再配分することができる制度である。京都議定書の第6条に規定されており、温室効果ガスの削減を補完する京都メカニズム（柔軟性措置）の1つ。
欧州連合諸国が導入している「共同達成」（京都議定書第4条）とは異なる。

## 目的と効果
京都議定書第6条やマラケシュ合意では、附属書I締約国（京都議定書#署名・締約国数の署名及び締結を行なった国のうち、*が付いている国）で一定の条件を満たす複数の国が、排出量削減や吸収量増加に関する事業を共同で行い、その事業によって生じた排出量の削減分の一部を排出削減単位(Emission Reducrtion Unit, ERU)とし、事業に関与した国同士でERUを分配して自国の排出量の削減分としてカウントできる制度を認めている。
先進国は温室効果ガスの削減技術や豊富な資金を持っているとされるが、その技術や資金は国によって異なる。また、その技術や資金を生かして削減につなげることができる産業の規模も国によって異なる。こういった先進国間の差を利用して、先進国同士が共同で温室効果ガス削減を行い、世界全体での温室効果ガスの削減量を増やすこと、各先進国の温室効果ガス削減を容易にすることなどが主な目的である。
技術的に温室効果ガスの削減がすでに進んでいる先進国では、更なる技術革新による温室効果ガス削減は多くの労力と費用がかかり、思うように進まないことが考えられている。共同実施を認めることで、先進国が持つ潜在的な温室効果ガス削減量を引き出し、資金の融通や技術の交流を増やしさらなる削減技術の発展を可能にする、といった効果が期待できるとされる。
同じ京都議定書が定めるクリーン開発メカニズム(CDM)とは、先進国が途上国で事業を行う点が異なるだけでほかは類似した点が多い。ただし、共同実施よりもクリーン開発メカニズムのほうが、費用・削減効率の両面から容易なものが多く、共同実施の事業数はそれほど多くない。

## 共同実施事業の流れ
京都議定書の規定では、共同実施の運用に関する詳細な規定や、削減量の認定などについては定められていなかったため、議定書が採択された後の気候変動枠組条約締約国会議(COP)によってその協議が行われた。2001年11月、COP7で承認されたマラケシュ合意によってこれが正式に決定された。ただ、ルールの追加や修正などはこのあとも続けられている。
共同実施事業は、事業を受け入れる国が満たしている条件によって2つに分けられる。2つは事業を行ううえで経るプロセスが異なる。条件は以下の6つである。
- a.京都議定書の締約国である。
- b.自国の温室効果ガスの排出枠（割当量）を算定し、記録している。
- c.温室効果ガスの人為的な排出量および吸収源による除去量を推計するための国内制度を整備している。
- d.国として排出枠や炭素クレジットの保有量の管理を行うために、国別登録簿（割当量口座簿）を整備している。
- e.直近の排出や吸収に関する目録（国別目録）を毎年提出しており、かつ、第1約束期間について、目録の内容審査に合格している。
- f.割当量に関する補足的情報を提出し、吸収源活動(LULUCF)を考慮して割当量への追加及び差し引きを行っている。

すべての条件を満たしていれば、「第1トラック」と呼ばれる簡略化されたプロセスで事業を行うことができる。また、最低限でもa、b、dの3つの条件を満たしていれば、「第2トラック」と呼ばれるやや煩雑な手続きを経て事業を行うことができる。
第1トラックの場合は、事業の実施手続きは事業に参加する国に委ねられる。第1トラックが認められる国は排出削減の認証や科学的な裏付けが制度化されていて不正ができないため、事業を受け入れる国が独自に削減量を算出し、独自に排出削減単位(ERU)を発行することができる。この場合、事業の手続きは国内で排出削減を行う場合に初期割当量(AAU)を発行する手続きと同じになる。また、より公正さを求める場合は、独自の判断で第2トラックの審査を経てERUを発行することも可能である。
第2トラックの場合は、CDMと類似の手続きを経る。まず、投資国の事業主体と受入国の事業主体を中心として、関係組織が協議を行い、事業主体は実施計画とプロジェクト設計書(PDD)を作成する。この後、投資国と受入国の政府にPDDをそれぞれ提出して承認を受ける。次に、認定独立組織(AIE)という第三者機関がPDDの有効化審査を行い、承認されればプロジェクトが決定する。登録の際、最大で35万ドルの手数料を前払いし、これで事前の承認は完了する。ただし、発電量が少ない再生可能エネルギー事業など、規定されている小規模JI事業については、手続きが簡略化される。
この後、事業主体は実際に事業を進める。事業主体はPDDに規定された方法で温室効果ガスの排出量をモニタリングする。AIEは定期的にこのモニタリング結果を審査し、削減量を決定する。この削減量に応じて事業受け入れ国の政府は認証排出削減量(CER)を発行し、事業主体と協議の上でこれを配分する。投資国の事業主体に配分されたERUが、投資国の排出枠に加えられることになる。
また、共同実施については、共同実施監督委員会(JISC)という組織が存在する。JISCは、AIEの認定や、CDM理事会などでの動向を注視しながらCDMの例を参考にJIの制度や認定方法などを修正していき、COP会合でJIの動向について報告をする責任を持っている。これは、JI事業における排出削減や吸収増加の科学的根拠や算出方法が、CDMを参考にしているためである。またAIEの認定に関しては、15の専門領域の中からいくつかを選んでJISCが認定し、そのAIEは認定された分野のJI事業しか扱うことができないようになっている。そのため、JI事業の事業主体はAIEを選ぶことができる。

### プロジェクト設計書
共同実施のプロジェクト設計書(PDD)は、クリーン開発メカニズムにおけるPDDを参考に記入様式が定められており、類似している。プロジェクトの概要（名称、参加者、場所、適用する記述など）、方法論について、プロジェクト期間とクレジット期間、環境評価、利害関係者の見解の5つの節に、4つの別紙を加えた、規定の必要事項を記入しなければならない。詳しくはクリーン開発メカニズムの記事を参照。